# Spaccio Giannoni
Spaccio Giannoni è una località (non è considerata curazia) del castello di Domagnano, nella Repubblica di San Marino. È chiamata anche Pitrone (dal domagnanese pitron = Pietro).

## Storia
La località è nota per il centro commerciale polifunzionale risalente intorno ai primi anni del 1800, che comprendeva uno spaccio di alimentari, un bar e una stazione di rifornimento per mezzi articolati.
La gestione del centro fu demandata alla famiglia Giannoni ad inizio 1900. Dal 1937 diventò un centro di ritrovo per i giovani di allora. Per molti anni fu osteria, sala da ballo e negozio di generi alimentari in cui si poteva trovare però di tutto (compresi casalinghi, abbigliamento, profumi, penne, quaderni...). Giuseppe Giannoni, detto Pitron (poiché figlio di Pietro) oltre che oste e negozionate era anche benzinaio.
Con la rivoluzione industriale e la diffusione del trasporto su ruote l'attività di stazione di servizio crebbe notevolmente.
Le attività commerciali furono date in gestione a terzi negli anni novanta.
Tuttora esistono il bar, la stazione di servizio e una macelleria.
Negli anni le strutture sono state parzialmente rinnovate ma il centro mantiene intatto il suo fascino e la sua storia.
(Fonte: Pitron era mio nonno)

## Geografia fisica
Il centro commerciale è posto in un punto strategico, nel raccordo anulare che collega la statale Torraccia-Domagnano e la strada Domagnano-Rimini all'altezza della curva "parabolica".